# Кудияш, Александр Константинович
Александр Константинович Кудияш (род. 24 декабря 1949) — советский хоккеист, нападающий.
Начинал играть в сезоне 1966/67 в команде второй лиги «Восход» Челябинск. Летом 1969 года перешёл в ленинградский СКА, за который провёл восемь сезонов. Завершал карьеру в команде «Горняк» Дальнегорск (1977/78 — 1986/87).
Победитель Кубка Шпенглера 1971. Бронзовый призёр чемпионата СССР 1970/71. Победитель Чемпионата дружественных армий 1970 года в составе сборной Вооружённых Сил СССР.
После завершения карьеры вернулся в Челябинск. Занялся бизнесом на Дальнем Востоке.